# Helberg

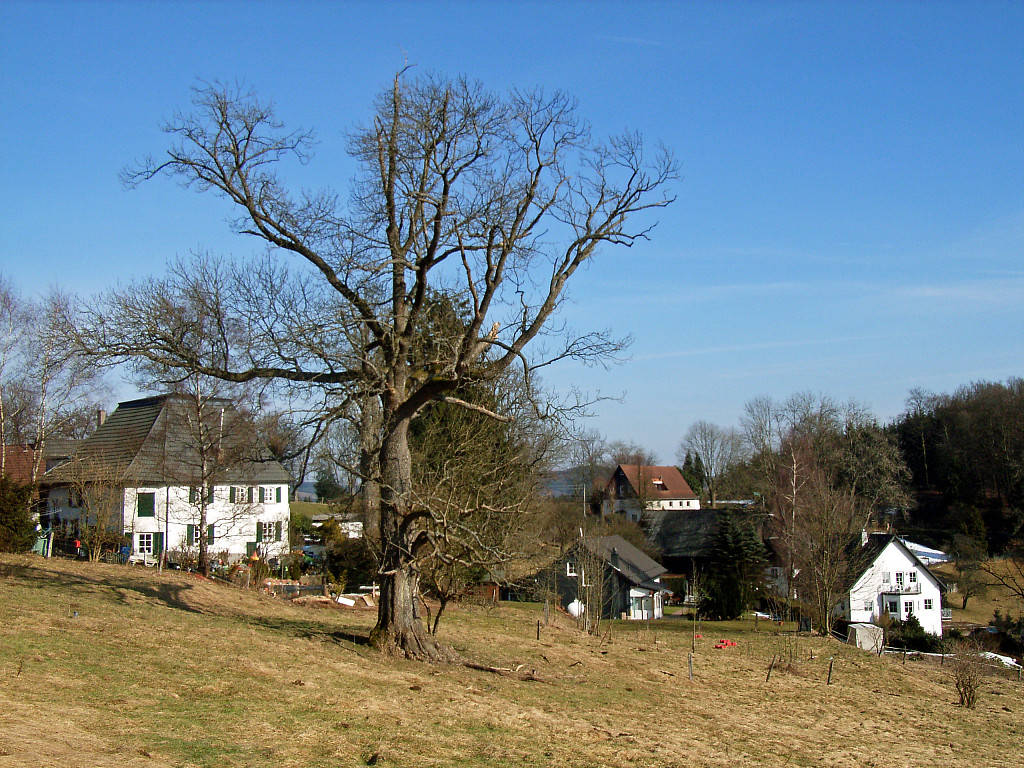
Helberg mit der „Burg“

Helberg ist ein Ortsteil von Gummersbach im Oberbergischen Kreis im südlichen Nordrhein-Westfalen, Deutschland.

## Geographie
Der Ort liegt rund elf Kilometer nordöstlich des Stadtzentrums in der Nähe von Genkel- und Aggertalsperre.

## Geschichte
1473 findet der Ort erstmals urkundlich Erwähnung: Im Richtschein des Stilkinger Lehngerichts werden unter den Lehnsmannen und Gerichtsbesitzern Tilman op dem Hellenbergh und Clas vamme Hellenberge genannt.

## Sehenswürdigkeiten

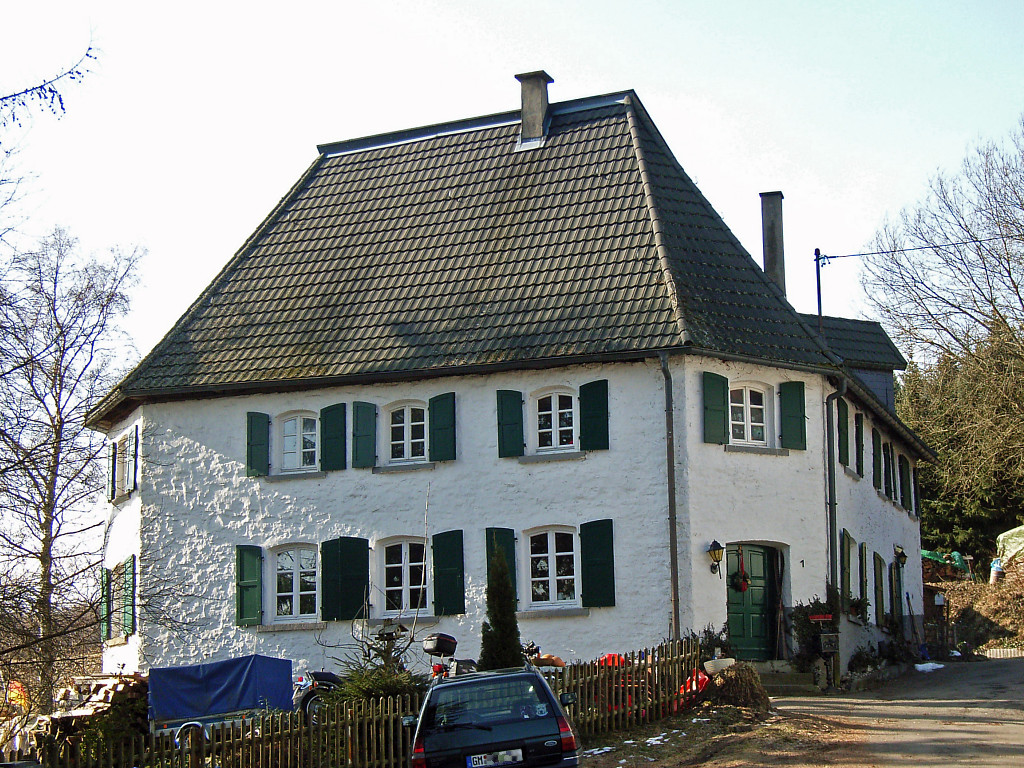
„Burg“

Den oberen Teil Helbergs dominiert die so genannte „Burg“, ein wehrhaft anmutendes Bauernhaus. Das Feste Haus oder Kasteel (niederdeutsch für Kastell), über zwei Geschosse mit mächtigen Bruchsteinmauern und mehrfach gefaltetem Walmdach, erweckt Interesse besonders durch seine ungewöhnliche quadratische Form mit abgeschnittenen Ecken (Grundform 14 m * 14 m, vier lange Seiten à 11,3 m und vier kurze à 1,8 m – über Eck gemessen). Die „Burg“ wurde im 18. Jh. über einer angeblich mittelalterlichen Anlage ausgebaut. Das Haus erhielt 1918 einen neuen Innenausbau und wird zurzeit komplett zu einem großen Einfamilienhaus restauriert. Die Angaben der äußeren Abmessungen nach Rentsch sind laut des die denkmal-pflegerischen Maßnahmen leitenden Architekten so nicht korrekt. Deshalb handelt es sich auch grundsätzlich nicht um ein Achteck (Oktagon), wie das Objekt anderweitig meist beschrieben wird, da die Seitenlängen nicht gleich lang, also nicht achteckkonform sind.

## Freizeit

### Wandern und Radwege
- Ab Wanderparkplatz Helberg wird vom SGV der Rundwanderweg A1 angeboten (4,6 km).

## Verkehr
Helberg ist nur mittelbar an den ÖPNV angeschlossen. Man erreicht den Ort mit der Buslinie 318 (Gummersbach - (Niedernhagen -) Lieberhausen / Piene / Pernze) über die Haltestelle Deitenbach, ab dort etwa 1 km Fußweg.